# Erigorgus curtus
Erigorgus curtus är en stekelart som först beskrevs av Norton 1863.  Erigorgus curtus ingår i släktet Erigorgus och familjen brokparasitsteklar. Inga underarter finns listade i Catalogue of Life.